# Cha cha cha (film)
Cha cha cha är en finländsk-svensk komedifilm från 1989 i regi av Mika Kaurismäki och med manus av Kaurismäki och Richard Reitinger. I rollerna ses bland andra Matti Pellonpää, Kari Väänänen och Sanna Fransman.

## Om filmen
Producent var Kaurismäki och fotograf Timo Salminen. Filmen hade finländsk premiär 20 januari 1989 och svensk premiär 25 september samma år på biograf Roxy i Örebro.

## Handling
För att komma över ett miljonarv måste uteliggaren Matti ändra sina levnadsvanor. Han byter därför bostad och livsstil med vännen Kari, som försöker göra Matti till en samhällsanpassas medborgare. Till slut går arvet jämnt upp med skulderna och alla är utblottade.

## Rollista
- Matti Pellonpää – Matti Ojanperä
- Kari Väänänen – Kari Pöllänen
- Sanna Fransman – Sanna Pöllänen
- Esko Salminen – dansläraren
- Esko Nikkari – polisen
- Martti Pennanen – advokaten
- Kari Heiskanen – försäljaren
- Hannu Lauri – torpeden
- Siiri Nordin
- Soli Labbart

### Fotnoter
1. 1 2 3  ”Cha cha cha”. Svensk Filmdatabas. http://www.sfi.se/sv/svensk-filmdatabas/Item/?itemid=16173&type=MOVIE&iv=Basic&ref=/templates/SwedishFilmSearchResult.aspx?id%3d1225%26epslanguage%3dsv%26searchword%3dcha+cha+cha%26type%3dMovieTitle%26match%3dBegin%26page%3d1%26prom%3dFalse. Läst 22 maj 2013.